# Route du Maquis

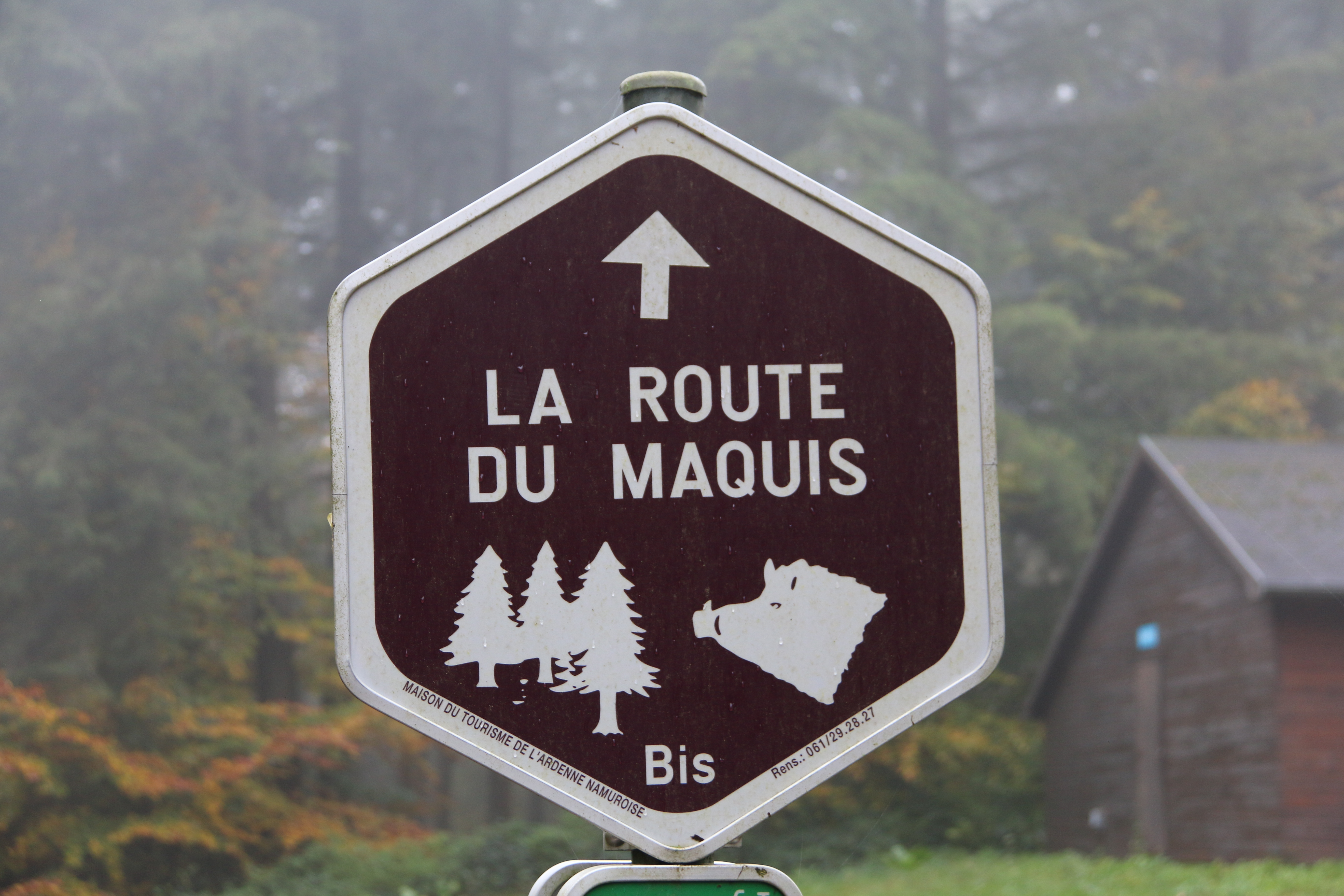

De Route du Maquis is een bewegwijzerde toeristische autoroute in Wallonië. De 170 kilometer lange route is bewegwijzerd met zeshoekige borden en loopt langs Ardense schuilplaatsen van verzetsstrijders ("maquisards") in de Tweede Wereldoorlog. De route loopt langs Bièvre, Gedinne en Vresse-sur-Semois.